# Торре Гонсалес, Роса
Мария Роса Торре Гонсалес (исп. María Rosa Torre González; 30 августа 1890, Мерида, Юкатан, Мексика — 13 февраля 1973, Мехико) — мексиканский политик и педагог. Первая женщина в Мексике, занявшая выборную должность.

## Биография

### Ранние годы
Мария Роса Торре Гонсалес родилась 30 августа 1890 года у Софии Торре. Ее дедушкой и бабушкой были Паула Гонсалес и Грегорио Торре, чьи фамилии она использовала, чтобы скрыть свой «незаконнорожденный» статус. Училась в литературном институте для девочек под руководством Риты Сетины Гутьеррес — учительницы-новатора, которая отказалась обучать девочек только домашним навыкам, вместо этого преподавая передовые феминистические идеи, а также учебную программу, включающую астрономию, конституционное право, геометрию, географию, историю и математику.

### Мексиканская революция
В 1910 году Торре начала работать в школе для девочек в колонии Санта-Ана. Через четыре года она перешла в детский сад при обычной школе и проработала там до 1917 года.
В возрасте 14 лет, в 1910 году, Торре присоединилась к сторонникам Франсиско Мадеро в качестве агитатора. После убийства Мадеро она в 1913 году участвовала в шпионаже против лидера переворота Викториано Уэрты. Когда Венустиано Карранса добился согласия Уэрты уйти в отставку и послал Сальвадора Альварадо подавить восстание на Юкатане, Торре служила медсестрой в войсках Альварадо. К марту 1915 года его войска взяли город Мерида, и Торре поступила в нормальную школу.

### Пионер феминизма
В 1916 году, в рамках своего «социалистического режима», Альварадо призвал к созыву женского конгресса. Торре отправилась в Аканче, Темакс и Мотул, чтобы призвать оттуда больше квалифицированных участниц. В январе 1916 года был проведен Первый феминистский конгресс (Primer Congreso Feminista), на котором, среди прочих, обсуждались следующие темы: образование, включая половое воспитание; религиозный фанатизм; юридические права и реформы; равные возможности трудоустройства; интеллектуальное равенство. Торре председательствовала на Втором конгрессе, состоявшемся позже в том же году.
В 1919 году Торре помогала Эльвии Каррильо Пуэрто в создании Лиги Риты Сетины Гутьеррес. Группа «проводила кампании против проституции, наркотиков, алкоголя и суеверий», просветительские беседы о контроле над рождаемостью, уходе за детьми, экономике и гигиене. Они также инспектировали больницы и школы и помогли основать государственный детский дом. В сотрудничестве с Эльвией Торре в течение следующих нескольких лет создала более 45 феминистских союзов (лиг) и организовала в профсоюзы более 5 500 работниц и работников.

### Первая победа женщины на выборах
В 1922 году по настоянию губернатора Фелипе Каррильо Пуэрто призвал законодательный орган штата разрешить женщинам голосовать и избираться на должности. Торре баллотировалась на место в городском совете Мериды и победила, став первой женщиной в Мексике, занявшей выборную должность. Срок её полномочий был прерван убийством Каррильо Пуэрто, но Торре гордилась своей службой и знала, что это достижение стало символом для других женщин.

### Последующая деятельность
Торре посетила Первый межамериканский конгресс женщин (Primer Congreso Interamericano de Mujeres), состоявшийся 27 августа 1947 года в городе Гватемала. Целью конгресса было обсуждение путей достижения равенства между мужчинами и женщинами, а также всеобщего избирательного права во всех странах Америки. Торре сопровождала Худит Хоркаситас де Форжерав, представляющая государственную службу мексиканских женщин, Эмилия Лойола, от учителей Мехико и Элена Санчес Валенсуэла, секретарь образования Коауилы.
Мария Роса Торре Гонсалес умерла в одиночестве в Мехико 13 февраля 1973 года.